# Los Dedalts
Los Dedalts o los Dedalts de Vandellòs és una serra situada al municipi de Vandellòs i l'Hospitalet de l'Infant, a la comarca catalana del Baix Camp.

## Particularitats
Amb una elevació màxima de 728 metres, el Molló Puntaire o Mola Puntaire (728,2 m) és el cim més alt. Un altre cim alt és el cim dels Avencs (722,5 m), ambdós estan situats a la zona sud de los Dedalts. El relleu és agrest i les muntanyes són les més seques, esquerpes i inhòspites del conjunt de les muntanyes de Tivissa-Vandellòs. La vegetació molt esclarissada de brolles i matolls deixa al descobert grans extensions gairebé nues de superfície pedregosa.
L'eix de los Dedalts continua seguint el litoral en direcció sud-oest amb les Moles del Taix i la serra de la Mar.
Aquestes muntanyes es troben al mig d'un paisatge molt alterat. Estan travessades per moltes torres d'alta tensió que desfiguren la muntanya. Aquestes són les línies de transport de l'electricitat de les dues centrals nuclears de Vandellòs I i d'una central tèrmica veïna que es troben entre el sistema de serralades i el litoral.
Al vessant est, al peu de la serralada entre aquesta i les Rojales es troba el coll de Balaguer. Per aquest passen les vies de comunicació (2 autopistes, una carretera i una via doble de ferrocarril) que enllacen Tarragona amb València. Hi ha una àrea de servei de l'Autopista del Mediterrani al peu de l'extrem nord-est de los Dedalts.
Hi ha també una petita ermita aïllada de construcció relativament moderna damunt d'un dels cims situat entre la carena principal i el litoral.